# Clàssica de Sant Sebastià 1995
La Clàssica de Sant Sebastià 1995, 15a edició de la Clàssica de Sant Sebastià, és una cursa ciclista que es va disputar el 12 d'agost de 1995 sobre un recorregut de 230 km. La cursa formà part de la Copa del món de ciclisme
Van prendre la sortida 192 corredors, dels quals 161 finalitzaren la cursa.
El vencedor final fou l'estatunidenc Lance Armstrong, de l'equip Motorola, que s'imposà en solitari en la meta de Sant Sebastià. L'italià Stefano della Santa (Mapei-GB) i el belga Johan Museeuw (Mapei-GB) finalitzaren segon i tercer respectivament.

## Classificació general
|    | Ciclista            | Equip                   | Temps      |
| -- | ------------------- | ----------------------- | ---------- |
| 1  | Lance Armstrong     | Motorola                | 5h 31' 17" |
| 2  | Stefano Della Santa | Mapei-GB                | + 02"      |
| 3  | Johan Museeuw       | Mapei-GB                | + 27"      |
| 4  | Laurent Jalabert    | ONCE                    | m. t.      |
| 5  | Gianni Bugno        | MG Maglificio-Technogym | m. t.      |
| 6  | Leonardo Piepoli    | Refin-Mobilvetta        | + 30"      |
| 7  | Maximilian Sciandri | MG Maglificio-Technogym | + 1' 50"   |
| 8  | Frank Vandenbroucke | Mapei-GB                | m. t.      |
| 9  | Miguel Indurain     | Banesto                 | m. t.      |
| 10 | Bruno Cenghialta    | Gewiss-Ballan           | m. t.      |